# Andrea Fucigna
Andrea Fucigna, född mellan 1658 och 1661 i Carrara, död 10 april 1711 i Rom, var en italiensk skulptör under barocken.

## Verk (urval)
- Gravmonument över Giovanni Battista Cimini – Sant'Antonio dei Portoghesi
- Gravmonument över Caterina Raimondi Cimini – Sant'Antonio dei Portoghesi
- Gravmonument över Eleonora Boncompagni Borghese – Santa Lucia dei Ginnasi, numera i Santi Bonifacio e Alessio[1]
- Heliga Birgitta, fasadskulptur – Santa Brigida a Campo dei Fiori
- Heliga Katarina, fasadskulptur – Santa Brigida a Campo dei Fiori
- Helige Petrus, fasadskulptur – Frascatis katedral[2]
- Helige Paulus, fasadskulptur – Frascatis katedral[2]

## Bilder
| - Gravmonument över Giovanni Battista Cimini. - Gravmonument över Caterina Raimondi Cimini. - Gravmonument över Eleonora Boncompagni Borghese |